# Кубок Німеччини з футболу 1962
Кубок Німеччини з футболу 1962 — 19-й розіграш кубкового футбольного турніру в Німеччині, 10 кубковий турнір на території Федеративної Республіки Німеччина після закінчення Другої світової війни. У кубку взяли участь 16 команд. Переможцем кубка Німеччини втретє у своїй історії став Нюрнберг.

## Перший раунд
| Команда 1                     | Рахунок | Команда 2                       |
| ----------------------------- | ------- | ------------------------------- |
| 28 липня 1962                 |         |                                 |
| Гільдесгайм                   | 3:2     | Вестфалія-Фортуна (Херне)       |
| Гольштайн (Кіль)              | 3:4     | Шальке 04                       |
| Майнц 05                      | 0:5     | Кельн                           |
| Фортуна (Дюссельдорф)         | 2:1     | Шпортфройнде (Зальцгіттер)      |
| Мюнхен 1860                   | 6:1     | Гессен (Кассель)                |
| Саарбрюкен                    | 4:1     | Айнтрахт (Брауншвейг)           |
| Саар-05                       | 0:3     | Нюрнберг                        |
| Айнтрахт (Франкфурт-на-Майні) | 1:0     | Тасманія 1900 (Західний Берлін) |

## Чвертьфінали
| Команда 1                     | Рахунок | Команда 2                     |
| ----------------------------- | ------- | ----------------------------- |
| 8 серпня 1962                 |         |                               |
| Нюрнберг                      | 11:0    | Гільдесгайм                   |
| Саарбрюкен                    | 2:2 дч  | Фортуна (Дюссельдорф)         |
| Шальке 04                     | 4:2     | Мюнхен 1860                   |
| Кельн                         | 1:2 дч  | Айнтрахт (Франкфурт-на-Майні) |
| 15 серпня 1962 (перегравання) |         |                               |
| Фортуна (Дюссельдорф)         | 2:1     | Саарбрюкен                    |

## Півфінали
| Команда 1             | Рахунок | Команда 2                     |
| --------------------- | ------- | ----------------------------- |
| 22 серпня 1962        |         |                               |
| Фортуна (Дюссельдорф) | 3:2     | Шальке 04                     |
| 24 серпня 1962        |         |                               |
| Нюрнберг              | 4:2     | Айнтрахт (Франкфурт-на-Майні) |

## Фінал
| 29 серпня 1962 17:30 (CET) |

| Нюрнберг               | 2:1 дч   | Фортуна (Дюссельдорф) |
| ---------------------- | -------- | --------------------- |
| Гасенедер 71' Вілд 93' | Протокол | Вольффрамм 58'        |

| Нідерсахсенштадіон, Ганновер Глядачів: 41 000 Арбітр: Рольф Зеекамп |